# Powiat Eferding
Powiat Eferding (niem. Bezirk Eferding) – powiat w Austrii, w kraju związkowym Górna Austria, w Hausruckviertel. Siedziba znajduje się w mieście Eferding.
W latach 1938–1948 powiat został wcielony w skład powiatu Grieskirchen.

## Geografia
Powiat Eferding graniczy z następującymi powiatami: na północnym zachodzie Schärding, na północy Rohrbach, na wschodzie Urfahr-Umgebung, na południowym wschodzie Linz-Land, na południu Wels-Land, na zachodzie Grieskirchen. Północną granicę powiatu stanowi Dunaj.

## Podział administracyjny
Powiat podzielony jest na dwanaście gmin, w tym jedną gminę miejską (Stadt), trzy gminy targowe (Marktgemeinde) oraz osiem gmin wiejskich (Gemeinde).
| Miasta 1. Eferding (4296) Gminy targowe 1. Aschach an der Donau (2269) 2. Prambachkirchen (2981) 3. St. Marienkirchen an der Polsenz (2349) | Gminy 1. Alkoven (6188) 2. Fraham (2557) 3. Haibach ob der Donau (1284) 4. Hartkirchen (4007) 5. Hinzenbach (2068) 6. Pupping (1790) 7. Scharten (2358) 8. Stroheim (1673) |
| (liczba mieszkańców 1 stycznia 2023) | |